# ウェザーン
ウェザーン（Ouazzane、アラビア語: وزان）は、タンジェ＝テトゥアン＝アル・ホセイマ地方南部に位置する都市。ウェザーン州の州都。

## 概要
タンジェから南南東約100Kmの地点のリフ山脈に位置する人口約6万人程度の小さな都市。工芸の町として知られている。また、ウェザーンの旧市街はモロッコの他の旧市街と異なり城壁がない。

## 交通

### 道路
国道13号線 - ウェザーンの郊外の東を南北に走る道路。フニデク⇔テトゥアン⇔シャウエン⇔ウェザーン⇔メクネス⇔